# 407
| [ Edytuj tabelę ] |                              |
| Cesarz Bizancjum  | - 395 Arkadiusz 408          |
| Władca Guptów     | - 375 Ćandragupta II 414     |
| Chan Hunów        | - 390 Uldin 411              |
| Władca Korei      | - 391 Kwanggaet’o Wielki 413 |
| Papież            | - 401 Innocenty I 417        |
| Król Persji       | - 399 Jezdegerd I 420        |
| Cesarz Rzymu      | - 395 Flawiusz Honoriusz 423 |
| Król Wandalów     | - 406 Gunderyk 428           |
| Król Wizygotów    | - 395 Alaryk 410             |

Rok 407 / CDVII
stulecia: IV wiek ~
V wiek ~
VI wiek

lata: 397 «
402 «
403 «
404 «
405 «
406 «
407
» 408
» 409
» 410
» 411
» 412
» 417

## Wydarzenia
- Legiony rzymskie opuściły Brytanię, a ich dowódca Konstantyn III został ogłoszony cesarzem. Brytania pozostała niebroniona wobec najazdów Anglosasów, Piktów i Szkotów.
- W Chinach upadło państwo Późniejsze Yan.

## Zmarli
- 14 września – Jan Chryzostom, biskup Konstantynopola, pisarz chrześcijański (ur. ≈350).
- Chromacjusz z Akwilei, biskup (ur. ≈345).
- Gebicca, król Burgundów.
- Nikazy z Reims, biskup.